# Heinrich Christian Friedrich Schumacher
Heinrich Christian Friedrich Schumacher (n. 15 noiembrie 1757, Glückstadt – d. 9 decembrie 1830, Copenhaga) a fost un profesor universitar, botanist, chimist, medic și malacolog danez de origine germană. Abrevierea numelui său în cărți științifice este Schumach..

## Biografie

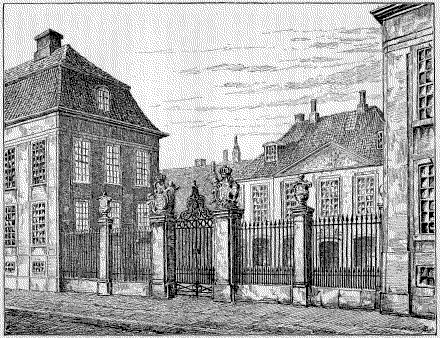
Spitalul Frederik

Fiul lui Joachim Christian Schumacher (1733-1785), sergent de infanterie în Ducatul Schleswig și al soției sale, Caroline Magdalene Loften. În ciuda mijloacelor limitate ale familiei sale, Heinrich Christian a primit o educație bună și a fost trimis la liceul din Rendsburg, unde a învățat și limba latină.
S-a hotărât să devină ucenicul chirurgului regimentului, Mehl, un om învățat și priceput, care i-a oferit elevului său o introducere amănunțită atât în medicină, cât și în botanică, trezind astfel darul natural al lui Schumacher pentru știință. Această din urmă știință l-a atras în mod special pe Schumacher și astfel a dobândit în curând o cunoaștere foarte bună a acesteia materii printr-un studiu sârguincios. În 1773, la vârsta de 16 ani, eforturile sale puternice l-au făcut să fie numit chirurg militar cu batalionul tatălui său în armata staționată în Rendsburg.
În 1777 a cerut și a primit un concediu de 8 luni de la armată pentru a se înscrie ca student la Theatrum Anatomico-chirurgicum din Copenhaga (în prezent parte din facultatea de medicină a Universității din Copenhaga). În acest timp, a trăit doar cu un avans pe salariul său destul de mic, iar în 1778 s-a întors înfometat la postul său din Rendsburg. Dar, după ce îi făcuse o impresie suficient de bună profesorului Christen Friis Rottbøll, l-a chemat înapoi la Copenhaga pentru a-și termina studiul sub instruirea lui și al cunoscutului savant Martin Vahl. După absolvirea în 1779, a ocupat funcția de procuror la universitate.
În 1784 a întreprins o lungă călătorie științifică în Mediterana. Odată cu formarea academiei regale de chirurgie (1785) a primit funcția de adjunct și a fost apoi chirurg la Spitalul Frederik din capitală. În 1786, pe cheltuiala guvernului, a plecat la Paris pentru perfecționarea profesională, unde s-a dedicat la Universitatea din Paris în primul rând studierii chimiei și botanicii. După un sejur de doi ani, a mers la Londra, unde a vizitat un număr de spitale cu renume. Când s-a întors la Copenhaga, în 1789, i s-a acordat profesura vacantă la catedra de chimie. 

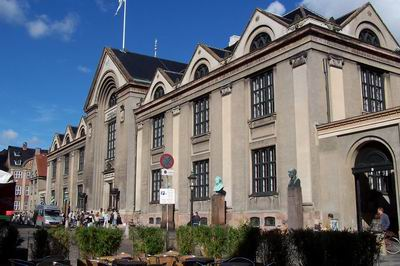
Universitatea Copenhaga

În timpul bombardamentului de la Copenhaga din august 1807, savantul a pierdut tot ce a deținut în timp ce a tratat răniții. Cu toate acestea, a 3-a sa căsătorie, la 9 februarie 1813, cu bogata Cicilia Maria Elisabeth Bagge (1765-1848) (primele două soții, două sore, Anna Sophia și Margarethe Willatz, muriseră timpuriu), i-a permis să renunțe la funcția sa încă în același an și să se retragă întruna din mai multe moșii cumpărate, anume la Frydenlund în apropiere de Vedbæk, nu departe, în nord de Copenhaga, pentru a se dedica în totalitate lucrării sale științifice. Cu toate acestea, când, în 1819, i s-a oferit funcția de profesor de anatomie și de director al muzeului antropologic al Universității din Copenhaga a preluat funcțiile (9 octombrie 1819) și s-a mutat înapoi la Copenhaga. A deținut ambele funcții până la moartea sa în anul 1830.
Botanica îi datorează lui Schumacher, care a fost ales membru corespondent al Academiei Bavareze de Științe (1808) și membru al Leopoldinei (1814), mai multe lucrări valoroase astfel cele două volume Enumeratio plantarum in partibus Saelandiae septentrionalis et orientalis (1801-1803) sau Den Kjobenhavnske Flora, Planterne med tydelige Befrugtningsdele, overs. og foröget med danske Trivielnavne (1804). Mai departe, a revizuit și prelucrat în Beskrivelse af Guieniske Planter somere fundne af danske botanikere, isaer af Etatsraad Thonning plantele pe care consilierul bugetar sia botanistul danez Peter Thonning (1775-1848) le strânsese în Guineea și a determinat plante din Africa de Vest pe baza colecțiilor și a notelor acestuia.
Lucrarea sa zoologică mai amplă Essai d’un nouveau système des habitations des vers Testacès (1817) are însă o valoare ceva scăzută, deoarece împărțirea lui se bazează doar pe caracteristicile cochiliei fără a lua în considerare animalele în sine. Dintre numeroasele sale lucrări medicale, Osteologia sa din 1807, ar trebui menționată pe nume. 
Referințe pentru articol:

## Plante și ciuperci descrise de Schumacher (selecție)

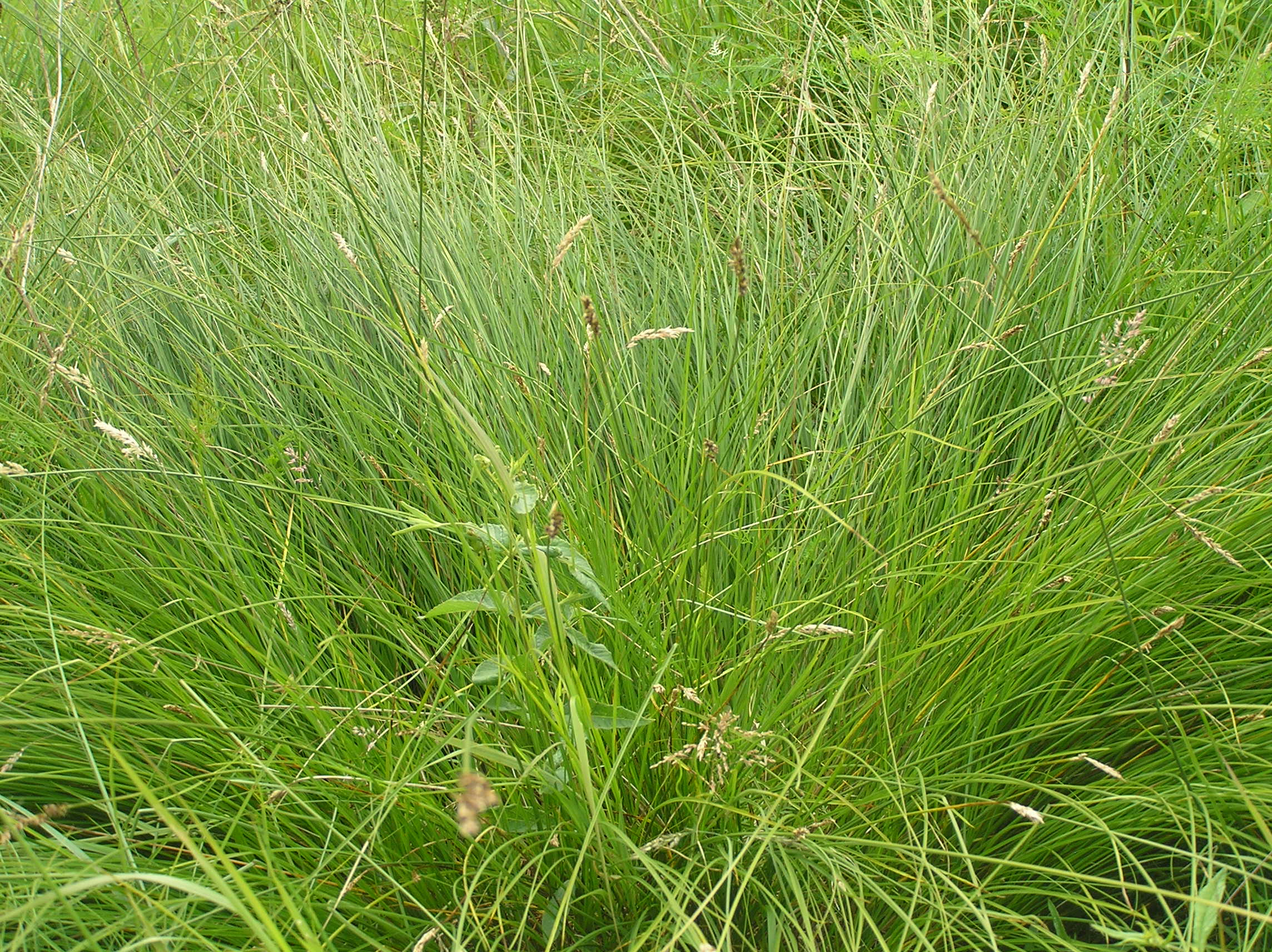
Carex appropinquata

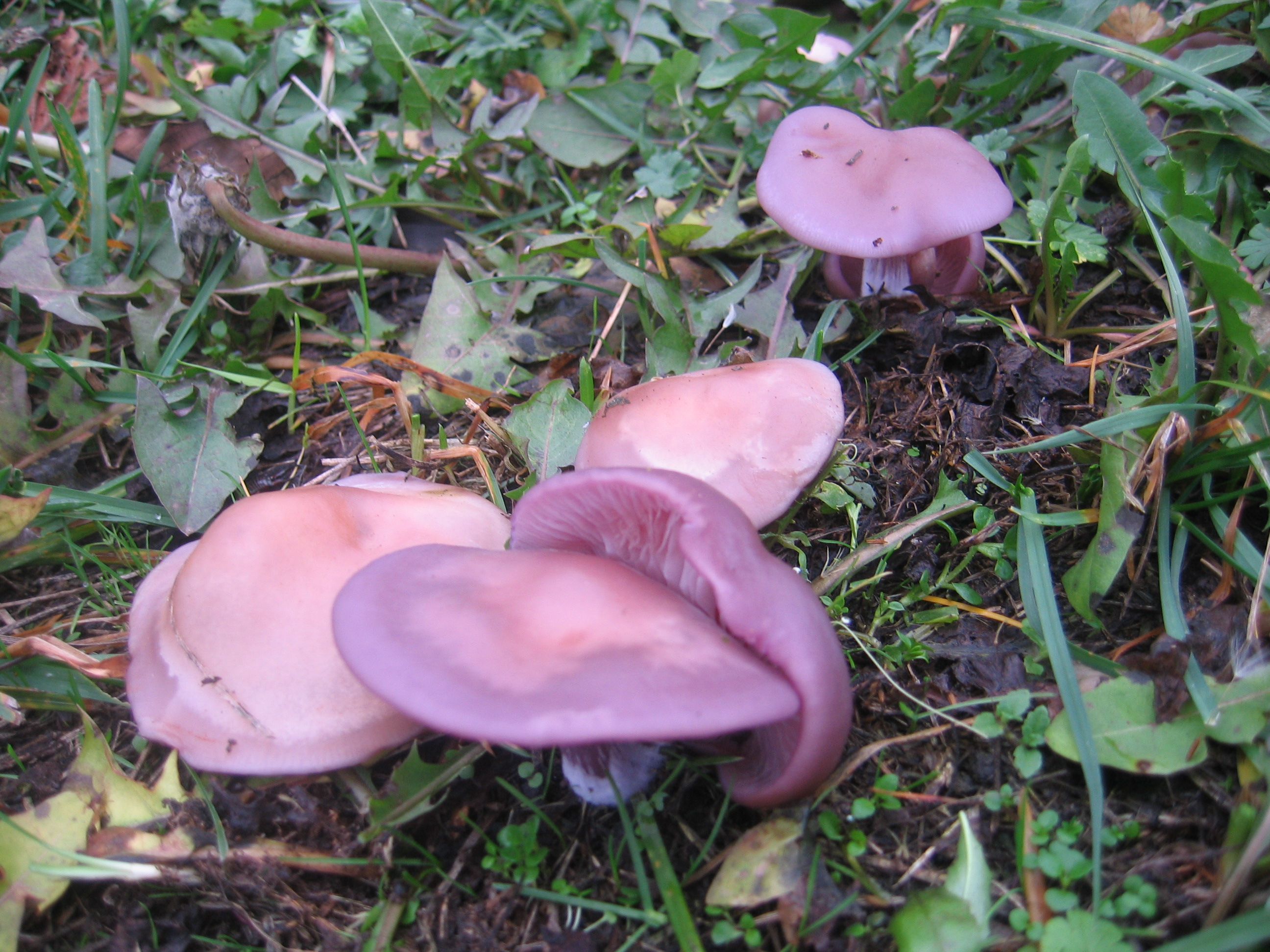
Lepista sordida

În urmare o mică selecție de plante și ciuperci descrise de Schumacher. Pentru mai mult vezi aici:
| - Bufonaria, gen, Schumach., 1817 (gen de moluște) - Albizia adianthifolia Schumach., 1827 (familia Mimosoideae) - Andropogon canaliculatus, Schumach., 1827 (familia Poaceae) - Aspilia ciliata, Schumach., 1827 (familia Asteraceae) - Boletus elegans Schumach., 1803 (familia Boletaceae) - Carex appropinquata Schumach., 1801 (familia Cyperaceae) - Carissa dulcis, Schumach. & Thonn., 1827 (familia Apocynaceae) - Cenchrus purpureus (Schumach., 1827) Morrone (familia Poaceae) - Clitocybe suaveolens (Schumach., 1803) P. Kumm. (1871) (familia Tricholomataceae) - Cuphophyllus lacmus (Schumach., 1803) Bon (1984) (familia Hygrophoraceae) - Entoloma hirtipes (Schumach., 1803) M.M. Moser, 1978 (familia Entolomataceae) - Eugenia coronata Schumach. & Thonn. (familia Myrtaceae) - Fuligo lycoperdon (Bull.) Schumach., 1803 (familia Physaraceae) - Fuligo plumbea Schumach., 1803 (familia Physaraceae) - Hygrophila auriculata Schumach., 1827 (familia Acanthaceae) - Hyphaene guineensis, Schumach. & Thonn., 1827 (familia Arecaceae) | - Lepista sordida (Schumach., 1803) Singer, 1951 (familia Tricholomataceae) - Leucocybe connata (Schumach., 1803) Vizzini et al., 2015 (familia Tricholomataceae) - Mimosa adstringens Schumach. & Thonn., 1827 (familia Fabaceae) - Momordica foetida Schumach., 1827 (familia Cucurbitaceae) - Mycena rosea Schumach., 1783 & Gramberg, 1912 (familia Mycenaceae) - Nymphaea guineensis Schumach., 1827 Nymphaeaceae) - Pennisetum purpureum Schumach., 1827 (familia Poaceae) - Physarum citrinum Schumach., 1803 (familia Physaridae) - Serjania sinuata Schumach., 1794 (familia Cucurbitaceae) - Sesamum radiatum Schumach. & Thonn., 1827 (familia Pedaliaceae) - Setaria sphacelata (Schumach.) Stapf & C.E.Hubb. ex Moss (familia Panicoideae) - Synsepalum dulcificum (Schumach. & Thonn., 1827) Daniell (familia Sapotaceae) - Trametes pubescens (Schumach., 1803) Pilát (1939) - Typha angustifolia var. australis (Schumach.) Rohrb. (familia Typhaceae) |

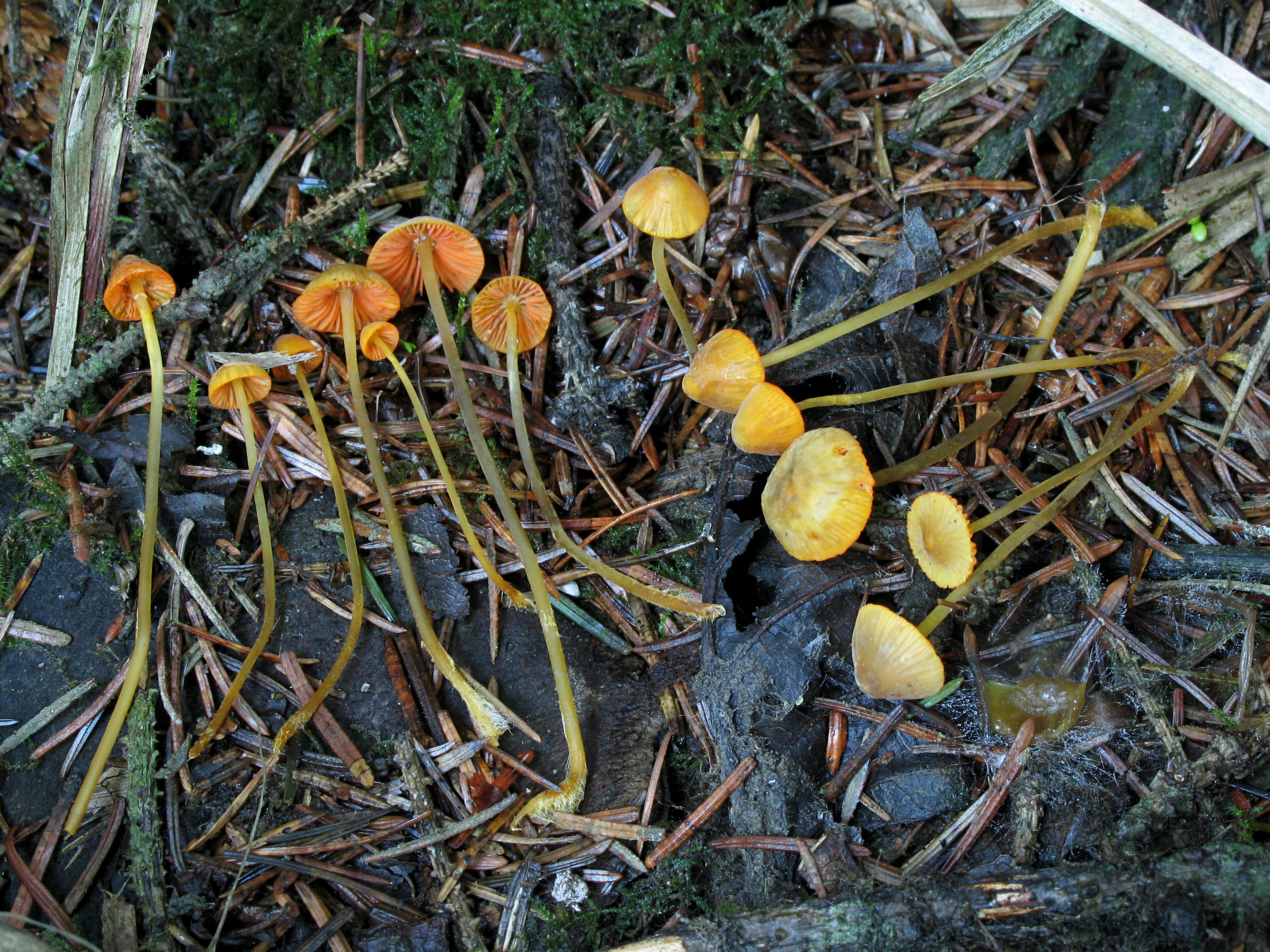
Agaricus schumacheri

## Onoruri
- Membru corespondent al Academiei Bavareze de Științe (1808)[5]
- Membru al Academiei Leopoldine (1814)[6]

## Genuri și specii dedicate lui Schumacher
În urmare o selecție:
- Schumacheria, gen de plante (Pers. Vahl din familia Dilleniaceae
- Agaricus schumacheri Fr. 1818,  heute Melanoleuca schumacheri ''Tricholomataceae''
- Agaricus schumacheri Pers., 1828, azi Mycena aurantiomarginata Agaricaceae
- Peziza schumacheri Fr., 1822  Pezizaceae
- Physarum schumacheri (Spreng., 1827) Rostaf., 1922 Physaraceae
- Sphaerella schumacheri E.C.Hansen, 1876, azi Pithoascus schumacheri, Microascaceae
- Sphaeria schumacheri E.C. Hansen, 1876 Xylariaceae

## Publicații (selecție)
| - Bemerkung einer Schusswunde (1778) - Einige myologische Bemerkungen bei Zerlegung verschiedener Leichnahmen (1779) - Von dem Nutzen der Cotunnischen Wassergänge (1781) - Om Slægten "Paullinia" Linn. (1794) - Medicinisch-chirurgische Bemerkungen (1800) - Versuch eines Verzeichnisses der in den dänisch-nordischen Staaten sich findenden einfachen Mineralien mit Tabellen der einfachen Fossilien nach ihren vorwaltenden Bestandtheilen (1801) - Enumeratio plantarum in partibus Saellandiae Septentrionalis et Orientalis, 2 volume, Editura Fridericus Brummer, Copenhaga 1801-1803 vol. 1, vol. 2 - Den Kjobenhavnske Flora, Planterne med tydelige Befrugtningsdele, overs. og foröget med danske Trivielnavne, Copenhaga 1804 - Pharmacopoea Danica (1805) - Beenlären (1807) - Lærebog bij Anatomien, 1. Deel. Beenlære - Leerboek over anatomie, deel 1, osteologie Copenhaga 1807 | - De officinelle Laegemidlar af Planteriget, som voxe vildt oller kunne dyrkes i de danske Stater, Copenhaga (1808) (împreună cu Johan Daniel Herholdt) - Nogle Advarsler voor Sunde og Syge ang. Blodgang, først meddeelte of det medicinske Fakultæt i Kiel 1798, og nu med nogle tilføyede Anmærkninger paa ny bragte i Erindring, Copenhaga 1808 - En unaturlig Födsel efter en sexaarig Frugtsommelighed (1809) - En Sammenvoxning i Endetarmen hævet ved Kunst og Gjennemboring (1810) - Nogle Bemærkninger ang. den förste Bestemmelse af et Saars Dödelighed (1811) - Essai d’un nouveau système des habitations des vers Testacès, Copenhaga 1817 - Jagtlagelser over Nyrernes Afgivelser fra den regelstemmende Tilstand (1824) - Medicinsk Plantelære for studerende læger og Pharmaceutiker (1825-1826) - Om Abens (Simia cynomolgus L.) Hjerne og dens Forretninger, sammenlignet med Menneskets og andre Dyrs Hjerne (1826) - Beskrivelse af Guieniske Planter somere fundne af danske botanikere, isaer af Etatsraad Thonning, Copenhaga 1827 (împreună cu Peter Thonning) - Descriptio musei anthropologici Universitatis Hafniensis (1828) |